# 蘇由
蘇由，東漢末年人物，袁尚部下。建安九年（204年），袁尚再攻平原，曹操趁機攻鄴。蘇由為鄴守將，蘇由欲叛，事敗與審配於城內大戰，兵敗出逃，投奔曹操。